# Cardiocondyla wroughtonii

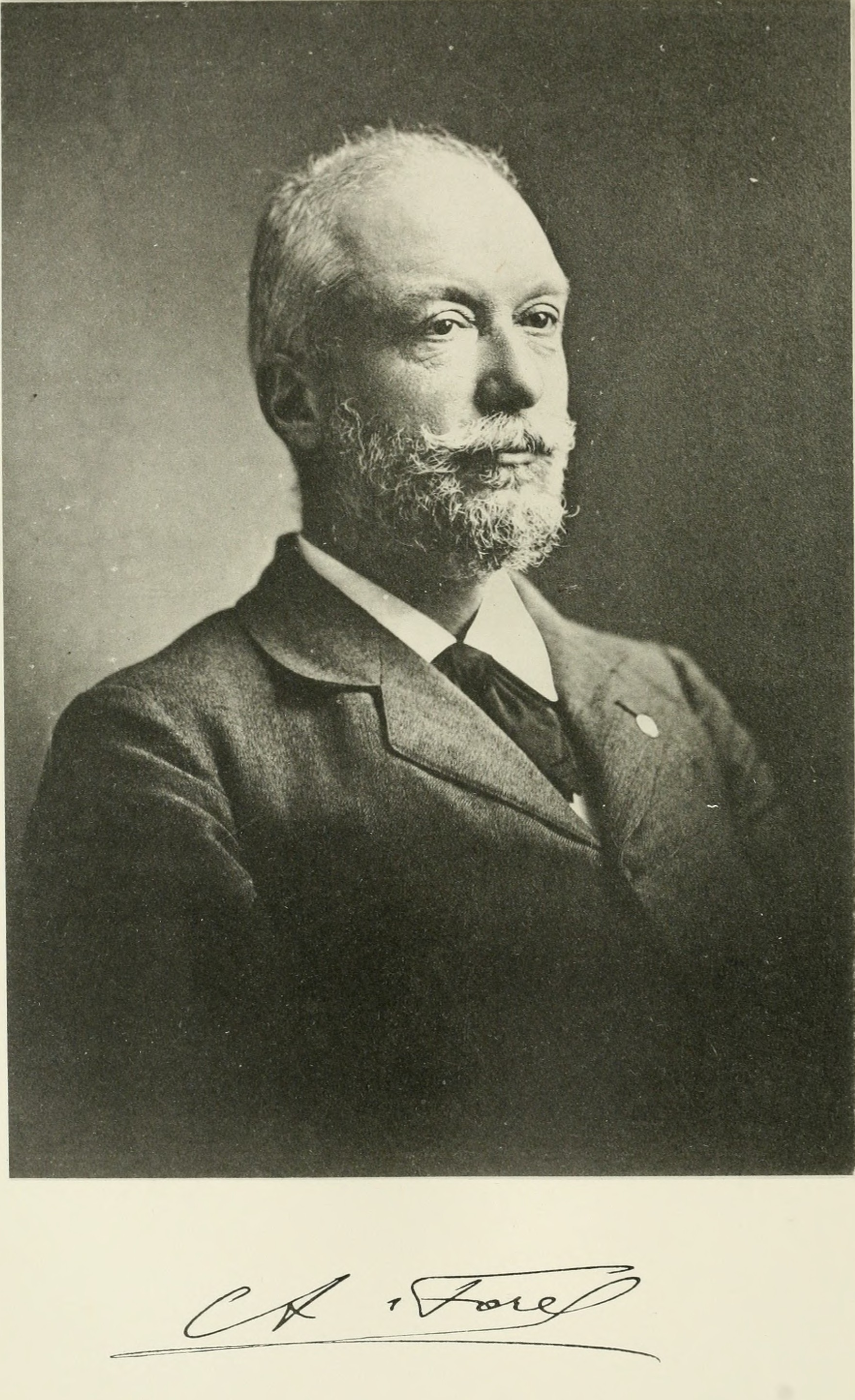
Огюст Форель, впервые описавший Cardiocondyla wroughtonii

Cardiocondyla wroughtonii (лат.) — вид муравьёв рода Cardiocondyla из подсемейства мирмицины. Инвазивный вид, встречается в тропиках и субтропиках во всех зоогеографических областях с вероятным происхождением из Юго-Восточной Азии.

## Описание
Мелкие муравьи, длина рабочих особей составляет 2—3 мм. От близких видов отличается следующими признаками: окраска желтовато-коричневая; первый и последующие брюшные тергиты не одинаково тёмные; по крайней мере, брюшко темнее головы и мезосомы; на мезосоме в профиль мезонотальный край круто наклонён назад и круто спускается к отчётливой метанотальной борозде; проподеальные шипы резкие и острые. Постпетиолярный стернит в переднедорсолатеральном виде с выступающими переднелатеральными углами, а его передний край кажется вогнутым в этом положении обзора.  Стебелёк между грудью и брюшком состоит из двух члеников: петиолюса и постпетиолюса (последний чётко отделён от брюшка), жало развито.

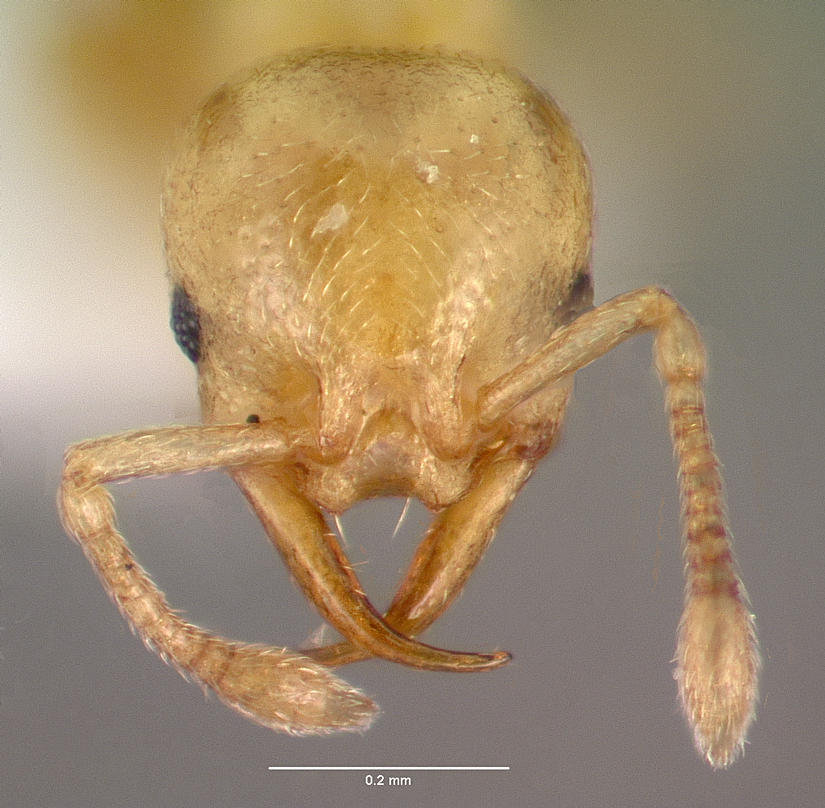
Голова эргатоидного самца
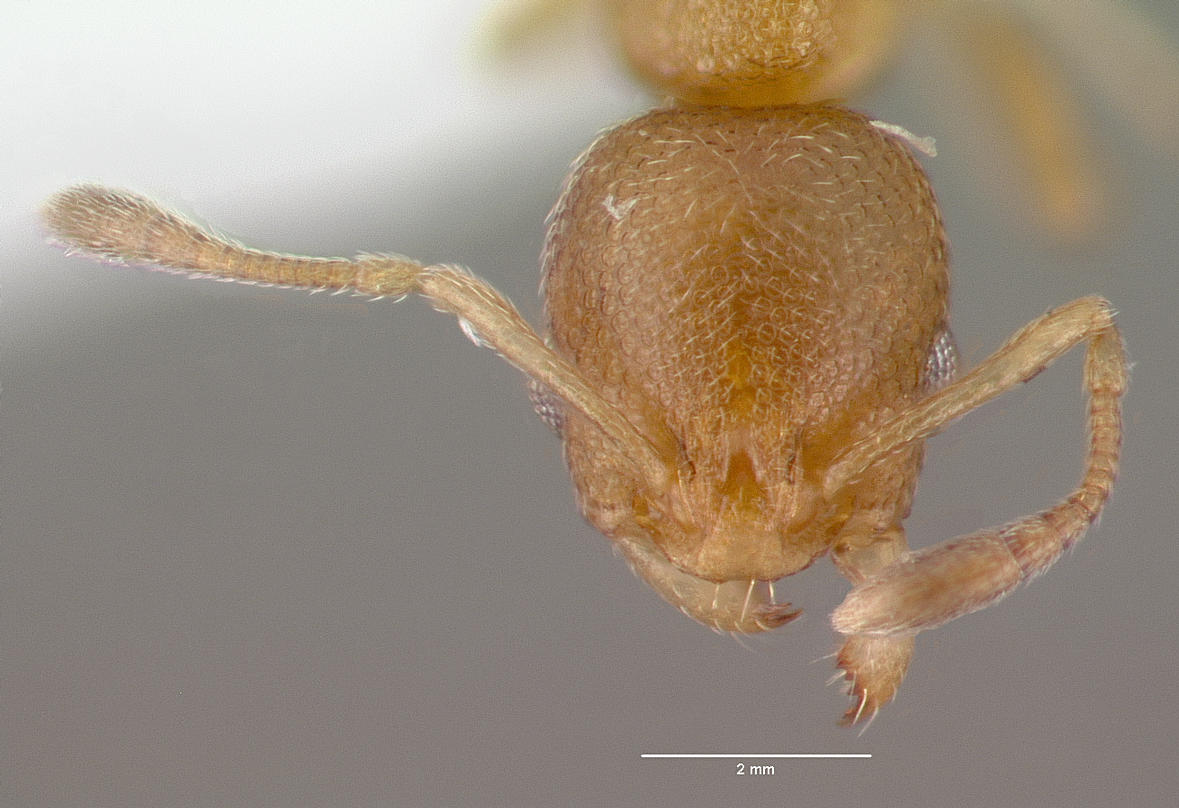
Голова рабочего
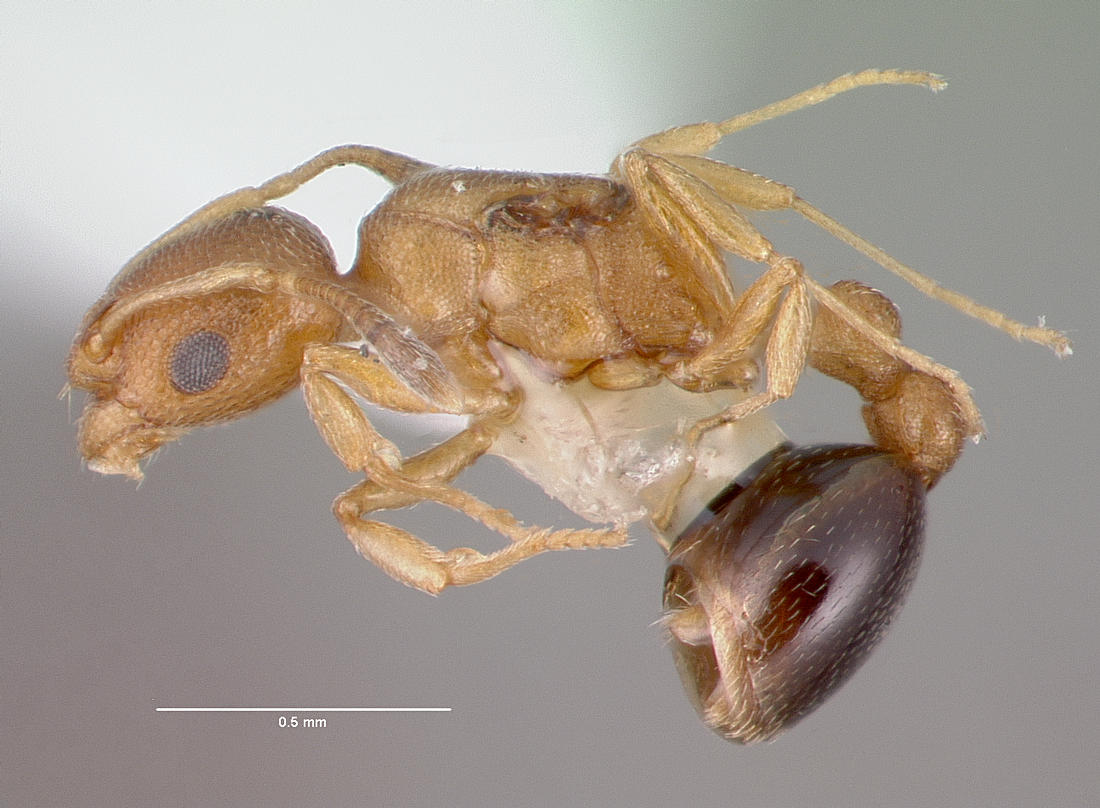
Самка
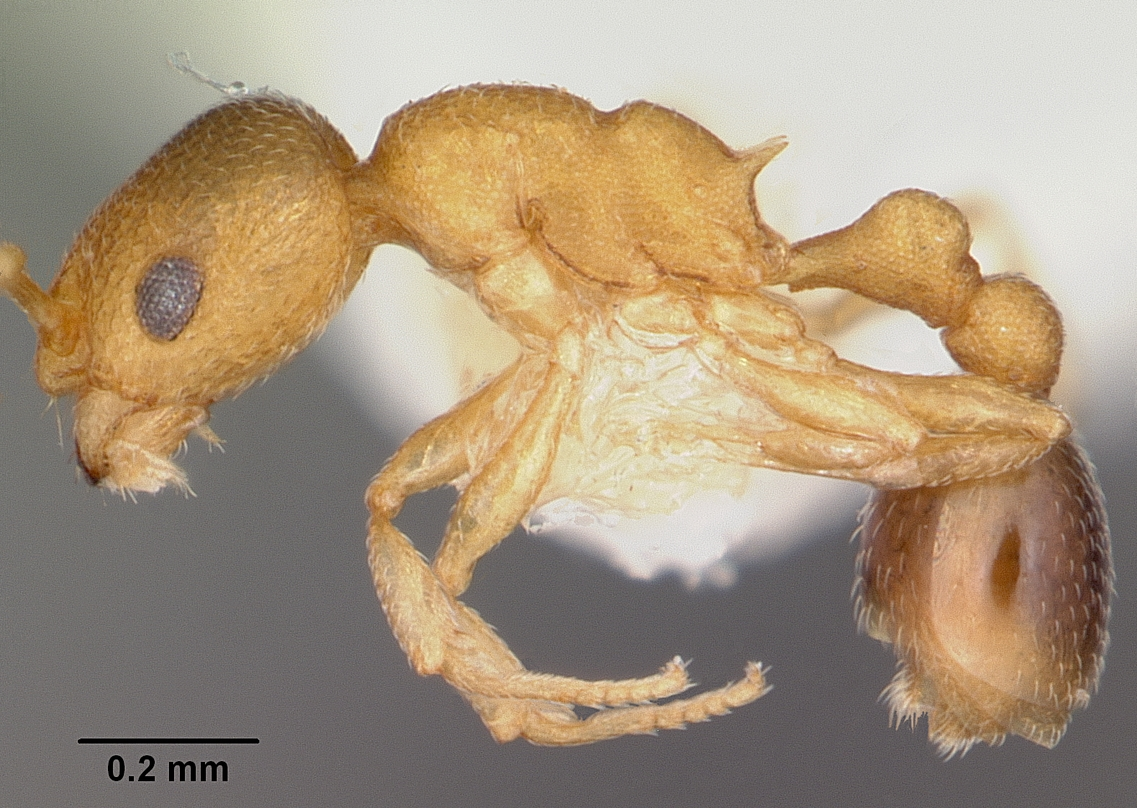
Рабочий

## Таксономия и этимология
Вид был впервые описан в 1890 году швейцарским мирмекологом Огюстом Форелем под названием Emeryia wroughtonii Forel, 1890 по типовому материалу эргатоидного самца (первоначально из-за крупных «солдатских» мандибул ошибочно принятому Форелем за рабочего) из Индии. Видовое название wroughtonii дано в честь коллектора, британского натуралиста и офицера Роберта Чарльза Ротона (Robert Charles Wroughton; 1849—1921). В 1892 году Форель, описывая вид Cardiocondyla stambuloffii, обнаружил у него необычных бескрылых самцов и повторно изучил голотип необычного «рабочего» Emeryia wroughtonii и неожиданно обнаружил у него гениталии самца (Форель: «это почти похоже на сказку»). Поняв, что это бескрылый эргатоидный самец, исследователь в результате принял решение включить таксон в состав рода Cardiocondyla. В 1984 году были впервые описаны крылатые самцы. В 2003 году в ходе родовой ревизии таксоны Cardiocondyla longispina Karavaiev, 1935 и Cardiocondyla yamauchii Terayama, 1999 были признаны синонимами вида Cardiocondyla wroughtonii.